# Новомиколаївська районна рада
Новомиколаївська районна рада — районна рада Новомиколаївського району Запорізької області, з адміністративним центром в смт. Новомиколаївка.

## Загальні відомості
Новомиколаївській районній раді підпорядковані 2 селищні ради, 12 сільських рад, 2 селища, 67 сіл. Водойми на території районної ради: річка Верхня Терса.  
Населення становить 16,8 тис. осіб. З них 7,0 тис. (42%) — міське населення, 9,8 тис. (58%) — сільське.

## Склад ради
Загальний склад ради: 26 депутатів. 

### Керівний склад ради
- Голова — Павленко Юрій Павлович
- Заступник голови — Дубовик Петро Іванович